# Damalis dentata
Damalis dentata är en tvåvingeart som först beskrevs av Joseph och Parui 1987.  Damalis dentata ingår i släktet Damalis och familjen rovflugor. Inga underarter finns listade i Catalogue of Life.